# Sort hvid dreng
|  | Denne artikel er oprettet af botten PalnaBot ud fra en ekstern database. Den kan derfor have sproglige fejl eller mangler. Denne skabelon kan fjernes efter kontrol af indholdet. |

Sort hvid dreng er en dokumentarfilm instrueret af Camilla Magid efter manuskript af Rasmus Heisterberg.

## Handling
Shida er den nye dreng i klassen på en engelsksproget kostskole i Tanzania. Han er genert, har ingen selvtillid, taler ikke et ord engelsk og så er han albino. Han er blevet fjernet fra hjemmet, ligesom de fleste af landets albinobørn for at blive beskyttet fra heksedoktorernes jagt på deres liv. Filmen følger Shidas første år på en kostskolen, hvor disciplinen hård og tolerancen lav. Men skolen er også en chance for ham for at få en god uddannelse og kæmpe sig ud af en tilværelse på bunden af samfundet. Med hjælp fra sin nye ven Allan gør han alt, hvad han kan for at blive accepteret af lærere og elever.